# Felipe Araruna
Felipe Araruna Hoffmann (Porto Alegre, 12 marzo 1996) è un ex calciatore brasiliano, di ruolo centrocampista.

## Caratteristiche tecniche
È un mediano.

## Carriera

### Club
Cresciuto nelle giovanili del San Paolo, ha esordito in prima squadra il 10 febbraio 2017 in un match di Coppa del Brasile vinto 1-0 contro il Moto Club.

## Statistiche

### Presenze e reti nei club
Statistiche aggiornate al 4 marzo 2020.
| Stagione         | Squadra          | Campionato       | Campionato | Campionato | Coppe nazionali | Coppe nazionali | Coppe nazionali | Coppe continentali | Coppe continentali | Coppe continentali | Altre coppe | Altre coppe | Altre coppe | Totale | Totale | Totale |
| Stagione         | Squadra          | Comp             | Pres       | Reti       | Comp            | Pres            | Reti            | Comp               | Pres               | Reti               | Comp        | Pres        | Reti        | Pres   | Reti   |        |
| ---------------- | ---------------- | ---------------- | ---------- | ---------- | --------------- | --------------- | --------------- | ------------------ | ------------------ | ------------------ | ----------- | ----------- | ----------- | ------ | ------ | ------ |
| 2017             | San Paolo        | A+PAU            | 8+11       | 0          | CB              | 3               | 0               | CS                 | 1                  | 0                  | -           | -           | -           | 23     | 0      |        |
| 2018             | San Paolo        | A+PAU            | 11+2       | 0          | CB              | 1               | 0               | CS                 | 1                  | 0                  | -           | -           | -           | 15     | 0      |        |
| gen.-mar. 2019   | San Paolo        | A+PAU            | 0+3        | 0          | CB              | 0               | 0               | CL                 | 1                  | 0                  | -           | -           | -           | 4      | 0      |        |
| Totale San Paolo | Totale San Paolo | Totale San Paolo | 35         | 0          |                 | 4               | 0               |                    | 3                  | 0                  |             | -           | -           | 42     | 0      |        |
| mar.-dic. 2019   | Fortaleza        | A+CEA            | 9+3        | 0          | CB              | 2               | 0               | -                  | -                  | -                  | -           | -           | -           | 14     | 0      |        |
| gen.-giu. 2020   | Reading          | FLC              | 3          | 0          | FACup+CdL       | 0+0             | 0               | -                  | -                  | -                  | -           | -           | -           | 3      | 0      |        |
| Totale carriera  | Totale carriera  | Totale carriera  | 50         | 0          |                 | 6               | 0               |                    | 3                  | 0                  |             | -           | -           | 59     | 0      |        |

## Palmarès

### Club

#### Competizioni statali
- Campionato Cearense: 1

Fortaleza: 2019